# L Niño vol. 1
L Niño vol. 1 – piąty solowy album Liroya, wydany 27 listopada 2006 przez DEF Entertainment. Wszystkie utwory wyprodukował Liroy, oprócz utworu „Kiedyś przyjdzie taki dzień”, który wyprodukował Adam Wardin.

## Lista utworów
Album
1. „Grandpapa Intro” (The Art-of-Beatbox)
2. „L Nino” (gośc. Onil)
3. „Ta noc jest za krótka na sen” (gośc. Radoskór)
4. „Shakem Down!” (gośc. Lordz of Brooklyn)
5. „Kawałek”
6. „(Kielce) My robimy to tak” (gośc. Wzgórze Ya-Pa 3)
7. „Kiedyś przyjdzie taki dzień”
8. „Wykompe Ci matkie” (gośc. Red)
9. „Kielecki Voodoo Joint” (gośc. DJ George)
10. „W biegu” (gośc. Ania Dąbrowska, Michał Urbaniak)
11. „L.I.R.O.Y” (gośc. Onil)
12. „To dopiero początek!”

Singel
| Kiedyś przyjdzie taki dzień |
| --- |
| 1. „Kiedyś przyjdzie taki dzień” (Lp Version) 2. „Kiedyś przyjdzie taki dzień” (Lp Instrumental Version) 3. „Kiedyś przyjdzie taki dzień” (Rmx 1) 4. „Kiedyś przyjdzie taki dzień” (Rmx 1 Instrumental Version) 5. „Kiedyś przyjdzie taki dzień” (Rmx 2) 6. „Kiedyś przyjdzie taki dzień” (Rmx 2 Instrumental Version) |